# Douglas Wakiihuri
Douglas Wakiihuri, född 26 september 1963, är en före detta kenyansk friidrottare (maratonlöpare).
Wakiihuri blev den första kenyanske man att vinna ett VM-guld i maraton vilket skedde i Rom 1987. Först 2007 i Osaka vann nästa kenyan ett VM-guld i maraton när Luke Kibet lyckades med detsamma. Dessutom blev Wakiihuri tvåa på maratonloppet vid OS i Seoul 1988.
Wakiihuri vann även London Marathon och New York Marathon under sin aktiva karriär.